# Rapto de la novia

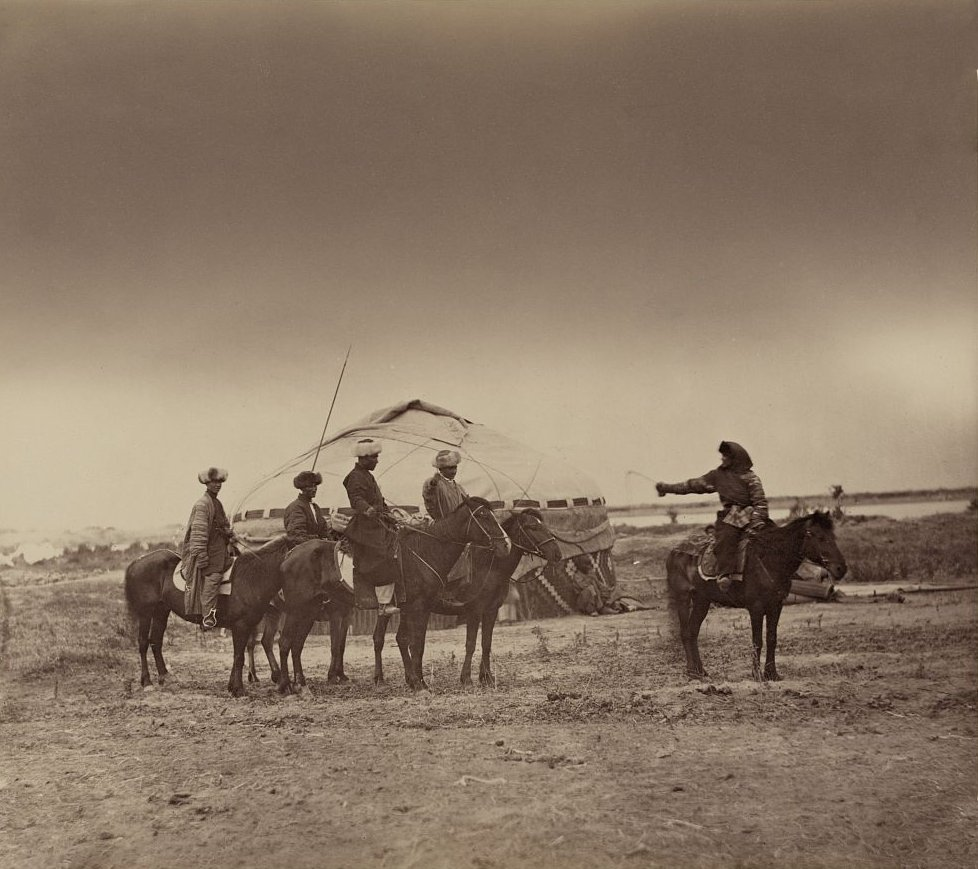
Posible secuestro de una novia en Asia Central, en torno a 1870

El rapto de la novia, también conocido como matrimonio por secuestro, es una práctica tradicional repetida a lo largo de la prehistoria y la historia en todo el mundo. Consiste en un hombre que secuestra a una mujer con intención de casarse con ella. Los efectos del secuestro pueden incluir violación conyugal, embarazos no deseados y abuso físico del hombre contra la esposa (esclava). Esta práctica sigue dándose en países que abarcan desde el Asia Central, el Cáucaso, zonas de África, Pakistán, Kirguistán y la selva amazónica en Sudamérica. También entre pueblos tan diversos como el gitano en Europa, los Hmong en Asia o los Tzeltal en México. En la inmensa mayoría de los países el rapto de la novia está considerado un delito más que una forma válida de matrimonio. En algunos de sus usos el término puede referirse a las fugas para contraer matrimonio sin consentimiento y puede incluir también matrimonios pactados. Concretamente en Kirguistán y Chechenia si bien está contra la ley, esta se muestra laxa al respecto.
Cabe distinguir el rapto de la novia, en el que un hombre y sus familiares secuestran a una mujer, de aquellos raptos masivos de mujeres por grupos de hombres, generalmente en tiempo de guerra, como el que retrata el Rapto de las sabinas. Existe, con todo, un continuo entre ambos fenómenos, puesto que el rapto masivo de mujeres puede igualmente dar lugar a violaciones o matrimonios forzados, como ha ocurrido por ejemplo en 2014 a mujeres raptadas por grupos islamistas como Boko Haram y Estado Islámico.

## Trasfondo
Aunque las motivaciones que llevan al rapto de la novia varían en función de la región, las culturas que tradicionalmente han empleado el matrimonio por secuestro suelen tener un carácter patriarcal y un fuerte estigma sobre el embarazo fuera del matrimonio y los nacimientos ilegítimos. En sociedades agrícolas, donde es más frecuente el rapto de la novia, los niños trabajan para sus familias. Además, cuando la mujer se casa abandona su familia de nacimiento y se convierte en miembro de la familia de su esposo. Debido a esta pérdida de mano de obra las familias de las mujeres no quieren que sus hijas se casen jóvenes y exigen una compensación económica por su marcha. Esto choca con los intereses del hombre y su familia que desean esa nueva mano de obra que supone la esposa. En ciertos sistemas legales, el consentimiento de la mujer no es un factor a tener en cuenta para dar validez al matrimonio.
Igualmente la posibilidad de un secuestro es citada como uno de los motivos por los cuales las jóvenes apenas participan en ciertos sistemas educativos.

## Rapto de la novia en África
En algunos países africanos se han reportado raptos de novias, frecuentemente seguidos de una violación.

### Ruanda
El rapto de la novia se considera frecuente en áreas de Ruanda. A menudo el raptor secuestra a una mujer en su propia casa o la sigue hasta poder secuestrarla. De acuerdo a un reportaje publicado en 2003, en los raptos es probable que el secuestrador y sus acompañantes violen a la mujer para asegurar su sumisión al matrimonio. La familia de la mujer se sentirá entonces más inclinada a consentir la unión o sencillamente se verá obligada a aceptarla en caso de que la mujer quede embarazada en la violación pues una mujer embarazada no es apta para elegir matrimonio.
Frecuentemente el matrimonio tiene lugar en una ceremonia sólo unos días después del secuestro. En estas ceremonias el secuestrador pedirá a los padres de la novia perdón por haber secuestrado a su hija. Igualmente el hombre probablemente ofrezca dinero, una vaca o algún bien en reparación para la familia de la novia.
Los raptos de la novia en Ruanda suelen concluir con malos resultados. Los trabajadores pro derechos humanos informan de que aproximadamente uno de cada tres hombres que secuestra a una mujer para convertirla en su esposa acaba por abandonarla. Este abandono es especialmente grave pues la mujer queda sin apoyo ninguno e imposibilitada para encontrar otro matrimonio. Muchas de estas mujeres acaban por convertirse en meras concubina del raptor. La violencia contra la mujer persiste en las zonas rurales de Ruanda debido a factores culturales, aunque en 2008 se aprobó una ley sobre violencia de género que entre otras cosas prohíbe la violación dentro del matrimonio. Más aún, las leyes aprobadas en los últimos años hacen de Ruanda, al menos en términos legales, el cuarto país del mundo con una menor brecha de género, solo por detrás de Islandia, Noruega y Finlandia y por delante de referentes mundiales en igualdad entre los sexos como Canadá o Suecia, y de potencias como Estados Unidos y Francia.

### Etiopía
En partes de Etiopía un hombre, de forma coordinada con sus amigos, puede raptar a una mujer o una niña, generalmente usando un caballo para facilitar la huida. El secuestrador probablemente esconda a su esposa y la viole hasta lograr que se quede embarazada. El secuestrador, alegando la paternidad sobre el hijo, puede reclamar a la mujer como su esposa. Posteriormente el secuestrador intentará negociar una dote matrimonial con los familiares o con los ancianos de la aldea para así legitimar definitivamente el matrimonio. Se ha comprobado que jóvenes de hasta once años han sido secuestradas con intención de lograr un matrimonio.
A pesar de que Etiopía ha criminalizado estos secuestros y aumentado la edad legal para contraer matrimonio hastal los 18 años en 2004, esta ley no ha sido implantada de forma efectiva.
La esposa de un matrimonio forzado puede sufrir tanto secuelas físicas a consecuencia de la temprana actividad sexual y embarazo como secuelas psicológicas por el maltrato y el final abrupto de su educación. Secuestros de niñas en edad escolar tiene lugar aún en Oromiya, por ejemplo. Por supuesto estas mujeres están mucho más expuestas a enfermedades de transmisión sexual como el sida.

### Kenia
Los matrimonios forzosos continúan siendo un problema para las jóvenes en Kenia. El Departamento de Estado de los Estados Unidos ha informado sobre el hecho de que niñas o adolescentes muy jóvenes (más de diez años) estén en ocasiones casadas con hombres que tienen veinte años más que ellas.
El matrimonio por secuestro solía ser, y hasta cierto punto sigue siendo, una forma de derecho consuetudinario para el grupo étnico Gusii. La práctica solía consistir en un hombre que secuestra a una mujer por la fuerza y la viola para provocar un embarazo. Esta pareja, cohibida por el estigma social que supone haber sido violada y el embarazo acabará por aceptar como esposo al secuestrador. Pese a que este modo de matrimonio era mucho más habitual entre finales del siglo XIX y los años 60 aun hoy se registran casos ocasionales.

### Somalia
En Somalia igualmente ocurren matrimonios por rapto. Aunque la edad mínima legal para el matrimonio es de 18 años, en la práctica esta ley no se cumple. Existen reportes de raptos de "niñas novias" por hombres mayores que sus padres, que buscan niñas jóvenes debido a que piensan que por su virginidad han de estar libres de enfermedades. Una vez que las niñas han perdido la virginidad, se ven obligadas a casarse con el hombre, ya que volver a sus hogares llevaría deshonor a sus familias y a la comunidad.

### Sudán del Sur
El rapto de mujeres también ocurre en Sudán del Sur, entre etnias como los dinka y los atwok. La antropóloga sudanesa Omayna Shiakh-Eldin Gibril relata algunos casos en su libro Antropología de la esclavitud, género y racismo en Sudán:
“En cuanto a Mary, parece ser que, como se trata de un caso de esclavitud entre los mismos denka, se puede hablar de ello con más naturalidad. Ella misma se ríe cuando explica cómo su marido y el hermano de éste la raptaron.” (Shiakh-Eldin, 2007, p. 27).
“Mary Yande es del sur, es de los padang, subgrupo étnico denka. La raptaron los hermanos y amigos de su marido, que también eran del sur.” (Shiakh-Eldin, 2007, p. 29).
"Los atwok son un pueblo negro del sur de Sudán, semejante a los denka y a los nuer. Algunos autores los consideran como un subgrupo dentro de los denka. 
El siguiente es un relato de una mujer denka bor que fue esclavizada en su infancia por los atwok, que atacaron su poblado:
“Mi hogar estaba en el país Kongor, porque somos bor [una subdivisión de los denka]. No conozco a mi familia porque los enemigos me cogieron cuando aún era una niña. Creo que tendría seis o siete años (…)
Nuestra tierra está cerca de la frontera con Nafadi y los Atwok son nuestros enemigos. Siempre están haciendo guerras en nuestro territorio. Aquella misma noche, al romper el alba, mientras dormía con mi hermana en su cabaña, atacaron el poblado. Habían estado bebiendo cerveza el día anterior, por lo que todos estaban borrachos. Los enemigos mataron a todos los hombres, ninguno escapó. Después cortaron sus cabezas, las pusieron en unos cestos y las llevaron a su tierra para enseñárselas a su jefe.
Dos de los enemigos irrumpieron en nuestra cabaña, nos cogieron a mi hermana y a mí y partieron con nosotras a Nafadi. Pasamos la noche en el camino y durante la noche mi hermana dio a luz a dos niñas gemelas.
A la mañana siguiente mi hermana no podía andar. El hombre que la había cogido le dijo a su compañero: “¿Qué debo hacer?”. Su compañero respondió: “No te atrevas a matarla, porque el jefe ha prohibido que matemos a ninguna mujer. Si quieres dejarla en el camino, déjala con vida.” Pero el hombre dijo: “No, no la voy a dejar en el camino, porque no tengo ninguna esposa en mi casa. Cuidaré de ella y cuando esté mejor será mi esposa. Deja que la niña se quede junto a ella, para que pueda cuidar de su hermana, más adelante te la devolveré.” El otro accedió y se marchó solo, dejándome con mi hermana. Acampamos en aquel lugar una noche más.
Al día siguiente, al alba, el hombre le dijo a mi hermana: “Ven conmigo. Viajaremos despacio y cuidaré de ti.” Mi hermana partió, llevando a un bebé y el hombre llevaba al otro. Viajamos muy despacio y pasamos diez noches en el camino. Por fin llegamos a Nafadi con los bebés sanos y salvos.
En Nafadi, el jefe le dijo a mi captor: “Ésta es la primera persona que coges en un asalto, por lo tanto me pertenece, porque la costumbre es que la primera persona capturada pertenece al jefe”. Al final, mi hermana se quedó en la cabaña del hombre que la había robado y se convirtió en su esposa y yo fui entregada al jefe.” (Shiakh-Eldin, 2007, pp. 532-533)

## Asia Central

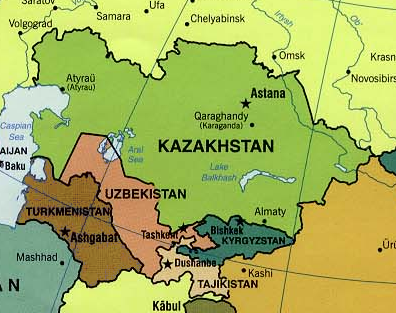
Mapa de Asia Central

En Asia Central, el rapto de la novia se da en Kirguistán, Kazajistán, Turkmenistán, y Karakalpakia, una región autónoma de Uzbekistán. Los origines de esta tradición en esta zona están discutidos, pero en todo caso el número de matrimonios no consensuados está en aparente auge en varios países de Asia Central en relación con los cambios políticos y de índole económica.

### Kirguistán
A pesar de ser ilegal en muchas zonas rurales del país el rapto de la novia, conocido como ala kachuu (en español tomar y volar), es una forma habitual y aceptada de conseguir una esposa. Según los estudios del investigador Russell Kleinbach aproximadamente la mitad de todos los matrimonios de Kirguistán incluyen el rapto de la novia. De todos estos raptos, dos tercios son no consensuados.
Uno de los modelos de rapto de la novia que está presente en Kirguistán consiste en un joven que, tras decidir que quiere casarse, pide a sus padres que le indiquen una esposa adecuada o, en otro caso, los padres del joven le indican que es el momento de casarse y asentarse para lo que debe escoger una esposa con las características requeridas. Podría considerarse que esta forma de matrimonio tiene relación con el matrimonio acordado cuando en realidad sólo ha sido acordado por una parte de los implicados. Tras la decisión, el novio y sus amigos o familiares de sexo masculino secuestran a la chica escogida (antes a caballo, ahora en coche) y la llevan a la casa familiar. Una vez allí los familiares del novio intentan convencer a la mujer para que acepte el matrimonio y se coloque en la cabeza el jooluk, un pañuelo ceremonial de boda, que simboliza su aceptación del matrimonio. Probablemente intenten convencer a la mujer señalando las ventajas de la unión, como la riqueza o su granja para que vea lo que obtendría si se uniera a la familia. Igualmente, las familias suelen utilizar la fuerza o amenazar con maldecir a la mujer si decide irse. Esta última es una buena treta en un país sumamente supersticioso. También se producen casos en los que la familia mantiene a la mujer como rehén durante varios días para debilitar su voluntad. En otros casos, la familia la dejará marchar si insiste en negarse a aceptar el matrimonio; la mujer, por ejemplo, se mantendrá desafiante y rechazará sentarse o comer como muestra de que no desea la hospitalidad. Durante este período, el novio no ve a la novia hasta que ella ha decido aceptar o, al menos, quedarse. Igualmente la familia de la mujer secuestrada tomará parte, ya sea presionando a la mujer para que acepte casarse ( si considera el matrimonio como ventajoso) o, por el contrario, urgiendo para su liberación si se oponen al matrimonio.

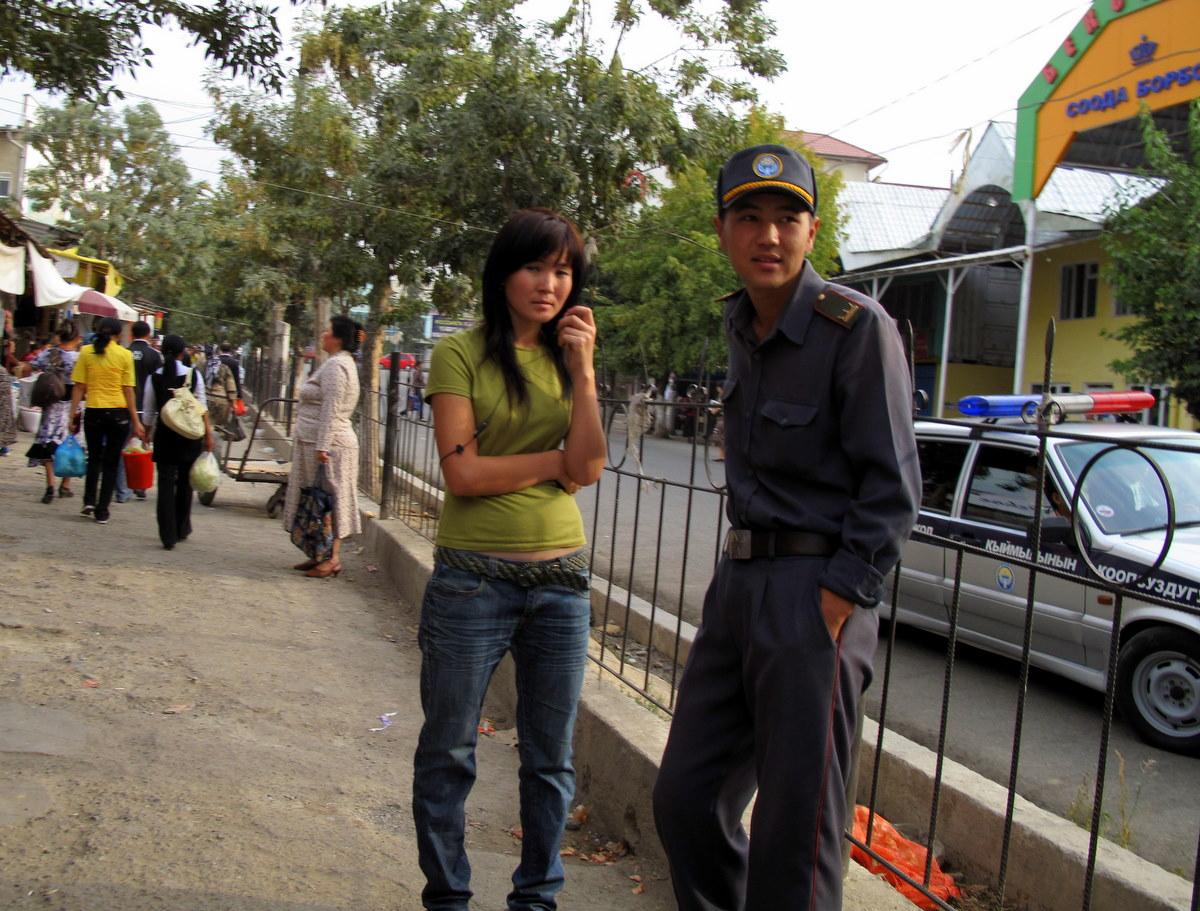
El rapto en Kirguistán puede comenzar con una negociación en la calle entre el hombre y la mujer a la que quiere como esposa. En la imagen, un hombre y una mujer en la localidad de Osh.

En otros modelos de rapto de la novia presentes en Kirguistán y otras áreas de Asia Central, la mujer raptada puede ser una desconocida para el hombre hasta el momento del rapto. En ocasiones, el novio y su familia, más que elegir una mujer concreta a la que raptar, escogen una casa; de ese modo podrán raptar a una de las hermanas de la mujer deseada en caso de que ésta no se encuentre en casa. Al igual que en otras sociedades, los hombres que deciden raptar a una mujer son indeseables socialmente por múltiples razones; pueden ser violentos, tener un pasado criminal o ser drogadictos.
El rapto de la novia en Kirguistán a menudo incluye la violación. Incluso si dicha violación no ocurre, una vez que la mujer ha pasado retenida la noche (aunque sólo sea una noche), su virginidad es puesta en duda. Con su honra mancillada, la joven tendrá muy pocas opciones de casarse con otro hombre. Así sucede que, tras una noche capturada, la joven se ve obligada e impulsada a casarse con el hombre que la retuvo. Este enorme estigma social va asociado a la mujer aunque rechace casarse y, muchas veces, las mujeres raptadas sienten que no tenían opción más allá de aceptar. Muchas de las que finalmente rechazan casarse acaban, incluso, por suicidarse.
El asunto es más confuso por el uso local del término "rapto de la novia" para reflejar prácticas, a modo de continuo, que abarcan desde un rapto seguido de una violación (y después, inevitablemente, el matrimonio) hasta algo parecido a un matrimonio con fuga acordado por los jóvenes que, una vez ocurridos los hechos, hacen que sus padres acaten y consientan el matrimonio.
Pese a que esta práctica es ilegal en Kirguistán, aquellos que secuestran novias en raras ocasiones son perseguidos por la justicia. Esta reticencia a la hora de hacer cumplir la ley está causada en parte por el sistema plural de legalidad que rige el país. Muchos pueblos están regidos de facto por consejos de ancianos y tribunales aksakal que siguen el derecho consuetudinario, apartados del control legal del estado. Los aksakal no suelen tomar en serio el rapto de la novia y en muchas ocasiones son invitados a la boda y animan a la familia de la novia a aceptar el matrimonio.
La historia del rapto de la novia en Kirguistán es un asunto disputado. Rusia primero y la Unión Soviética después prohibieron, como poderes colonizadores, antiguas prácticas de los nómadas pero, con la disolución de la Unión Soviética, muchas de estas costumbres han resurgido como forma de asentar una identidad cultural. Rechazar un secuestro es, a menudo, culturalmente inaceptable para las mujeres y se percibe como un rechazo a algo propio de la cultura de Kirguistán.
Esta práctica se asocia también con una muestra de afirmación de la masculinidad. Algunos estudios recientes afirman que el rapto de la novia solía ser frecuente. Según historiadores del país y el Programa Fulbright, además del estudioso Russell Kleinbach, el rapto de la novia era raro hasta la época soviética. La tradición del rapto de la novia se ha incrementado de manera dramática en el siglo XX. Este aumento de raptos de novias puede estar relacionando con la dificultad de pagar el kalym, o precio requerido por la novia.
Según informes de la Embajada de los Estados Unidos, dos estadounidenses fueron secuestradas con la finalidad de contraer matrimonio en una zona rural del país en 2007.
Según un estudio de 1992, el precio de una esposa entre la etnia Dugan fluctúa entre los 240 y 400 rublos. Los Dugan más pobres suelen encontrar una esposa entre mujeres kirguizas o casarse con mujeres tártaras o sart. Los dugans también secuestran en secreto a mujeres kirguizas para casarse con ellas.

### Kazajistán
En Kazajistán, el secuestro de la novia (alyp qashu) se divide en secuestros no consensuados y consensuados: kelisimsiz alyp qashu («cogerla y llevársela sin consenso») y kelissimmen alyp qashu («cogerla y llevársela con consenso»), respectivamente. Aunque algunos secuestradores están motivados por el deseo de evitar pagar un precio por la novia o el gasto de acoger celebraciones de boda o una fiesta para celebrar la salida de casa de la chica, otros aspirantes a esposos temen la negativa de la mujer, o que la mujer sea secuestrados por otro pretendiente primero.

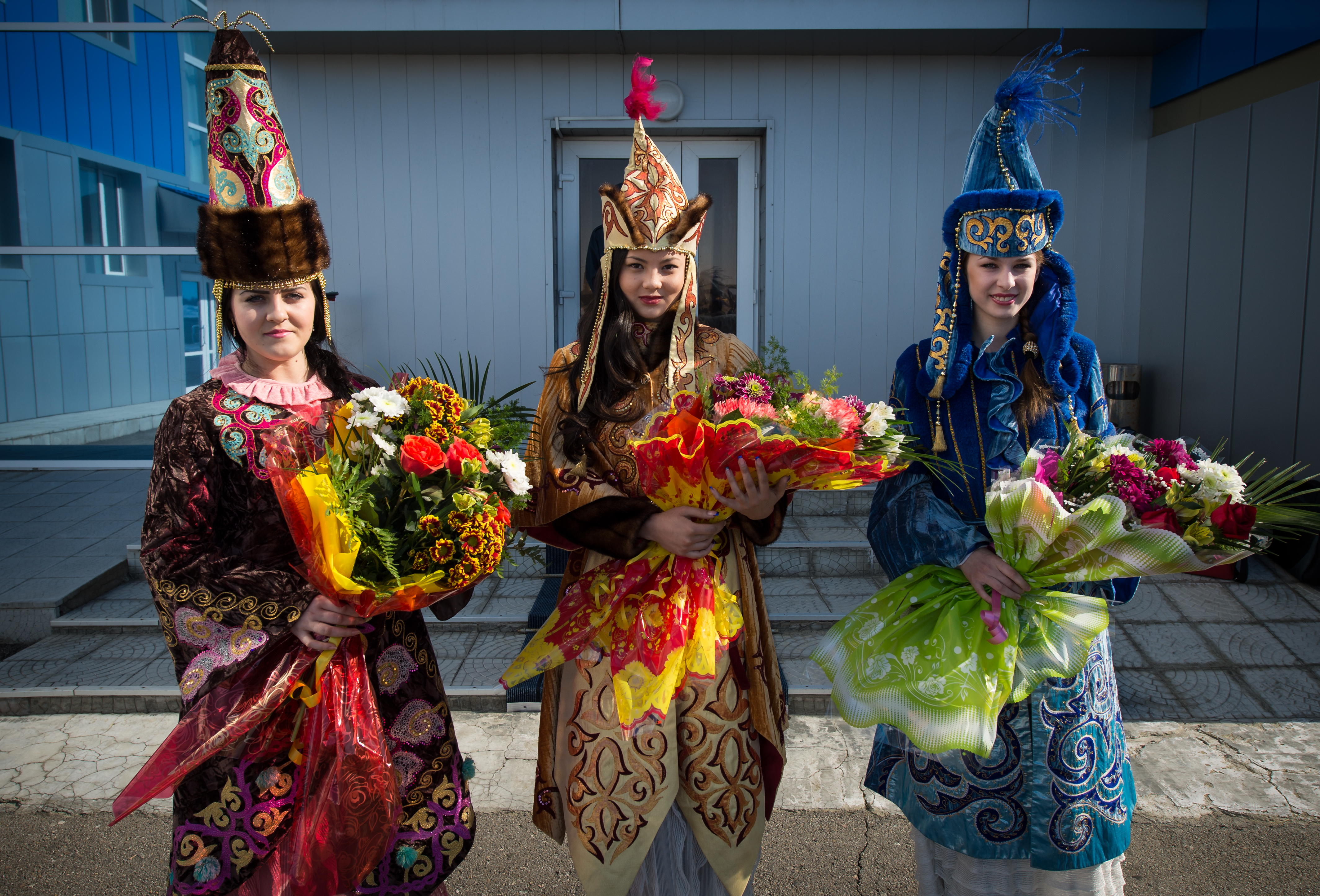
Mujeres kazajas en vestidos tradicionales.

En general, en los secuestros no consensuados, el secuestrador utiliza ya sea el engaño (como los que ofrecen un viaje a casa) o la fuerza (coger a la mujer o usar un saco donde meterla) para obligar a la mujer a irse con él. Una vez en la casa del hombre, uno de sus parientes de sexo femenino ofrece a la mujer un pañuelo (oramal) que señala el consentimiento de la novia para el matrimonio. Aunque en secuestros consensuados, la mujer podrá acordar con poca vacilación llevar el pañuelo, en los secuestros no consensuados, la mujer puede resistirse a usar el pañuelo durante días.
A continuación, la familia del secuestrador pide a la "novia" escribir una carta a su familia, explicando que ha sido llevada por su propia voluntad. Al igual que con el pañuelo, la mujer puede resistirse a este paso con firmeza. Posteriormente, el "novio" y su familia, por lo general, emite una disculpa oficial a la familia de la novia, incluida una carta y una delegación de la familia del novio. En este momento, la familia del novio puede presentar una pequeña suma para sustituir el precio de la novia. Aunque algunas delegaciones de disculpa se cumplen cordialmente, otros son recibidos con ira y violencia. Tras la delegación de disculpa, la familia de la novia puede enviar una delegación de "perseguidores" (qughysnshy) ya sea para recuperar la novia o para verificar su condición y honrar el matrimonio.

### Uzbekistán
En Karakalpakistán, una región autónoma en Uzbekistán, casi una quinta parte de todos los matrimonios se llevan a cabo mediante el secuestro de novias. Grupos de activistas en la región asocian el aumento de los secuestros a la inestabilidad económica. Considerando que las bodas pueden ser prohibitivamente caras, los secuestros evitan tanto el costo de la ceremonia como cualquier precio de la novia. Otros estudiosos afirman que los hombres menos deseables, con estudios inferiores o problemas de drogas o alcohol, son más propensos a secuestrar a las mujeres que desean como esposas. En Karakalpakstan, el rapto de novias a veces se origina de una relación de pareja y, en otras ocasiones, sucede como un secuestro por varios compinches.

## Cáucaso
El secuestro de la novia es una tendencia creciente en los países y regiones del Cáucaso, tanto en Georgia y Azerbaiyán al sur como en Daguestán, Chechenia e Ingushetia al norte de la región. Las tradiciones en el Cáucaso, aunque aparecen en distintas culturas, pueden haber surgido durante el dominio otomano. En las versiones caucásicas de los raptos de novias, la familia de la víctima secuestrada puede jugar un papel clave en el intento de convencer a la mujer para quedarse con su secuestrador después del secuestro, debido a la vergüenza inherente a la presunta consumación del matrimonio.

### Azerbaiyán
En Azerbaiyán, tanto el matrimonio por captura (qız qaçırmaq) y la fuga (qoşulub qaçmaq) son prácticas relativamente comunes. En la costumbre del secuestro azerí, la joven es llevada a casa de los padres del secuestrador a través de ya sea el engaño o la fuerza. Allí, ella puede ser violada. Independientemente de si se produce violación o no, la mujer es generalmente considerada como impura por sus familiares, y por lo tanto se ve obligado a casarse con su secuestrador. A pesar de una ley azerí de 2005 que criminalizaba el rapto de novias, la práctica coloca a las mujeres en circunstancias sociales muy vulnerables, en un país donde la violencia conyugal es rampante y el recurso a las fuerzas del orden de los asuntos domésticos es complicado. En Azerbaiyán, algunas de las mujeres secuestradas por el rapto de novias pueden convertirse en esclavas de la familia que las secuestraron.

### Daguestán, Chechenia e Ingushetia
Las regiones de Daguestán, Chechenia e Ingushetia en el Cáucaso Norte (actualmente forman parte de la Federación Rusa) han sido, tradicionalmente, testigo del rapto de novias durante siglos y se ha producido un aumento de esta práctica desde la caída de la Unión Soviética.

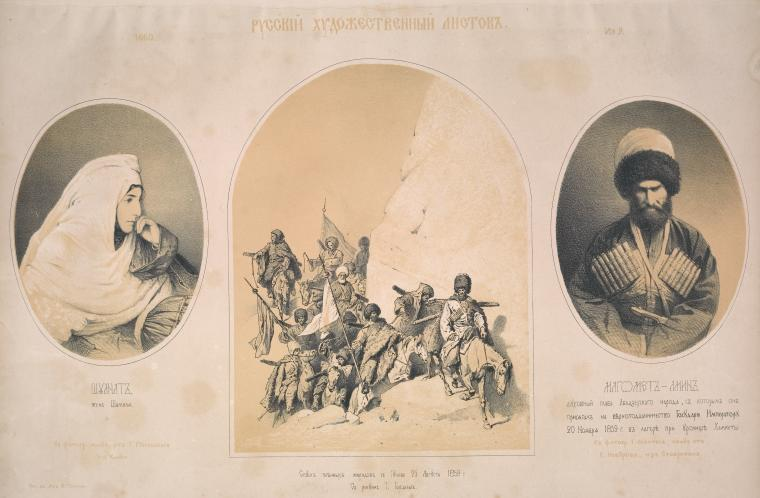
Anna Ulukhanova (izquierda), esposa del imán Shamil (derecha).

Como en otros países, los secuestradores pueden raptar a sus parejas, mujeres conocidas o incluso extrañas. Uno de los casos más célebres en la historia del Cáucaso fue el de Anna Ulukhanova, una adolescente armenia cristiana que fue secuestrada por rebeldes musulmanes a principios del 1840 para casarse con el imán Shamil en Daguestán. Durante su cautiverio, se convirtió al islam y adoptó el nombre de Shuanet, y se mantuvo fiel a Shamil, incluso después de su captura y deportación a Rusia. Tras la muerte de Shamil en 1871, se trasladó al Imperio Otomano, donde se le asignó una pensión del sultán. Más recientemente, en 2006 una estudiante estonia de 19 años fue secuestrada para casarse en Majachkalá, capital de Daguestán. El estigma social de pasar una noche en la casa del hombre secuestrador puede ser una motivación suficiente para obligar a una mujer joven a casarse con él.
Según la ley rusa, si un secuestrador se niega a liberar a su novia podría ser sentenciado de ocho a diez años de cárcel, pero un secuestrador no será procesado si se libera a la víctima o se casa con ella con su consentimiento. Los captores de novias en Chechenia pueden recibir también, en teoría, una multa de hasta un millón de rublos. Al igual que en las otras regiones, las autoridades, a menudo, no responden a los secuestros y los familiares de la víctima suelen aceptar el secuestro y el posterior matrimonio. Sin embargo, éstos pueden no estar de acuerdo con ello o con las condiciones del matrimonio (la compensación económica). En la aldea de Surkhakhi, en Ingushetia, los tíos de la víctima no estuvieron de acuerdo con el secuestro y se produjo una escaramuza entre familias. Como resultado, uno de los tíos acabó muerto y el otro gravemente herido. En Chechenia, el fracaso de la policía para responder a los secuestros de novia se ve agravado por una prevalencia de secuestros en la región. Varios de estos secuestros han sido capturados en video.
Investigadores académicos y organizaciones sin fines de lucro describen un aumento del rapto de novias en el Cáucaso Norte en la segunda mitad del siglo XX. En Chechenia, las organizaciones de derechos de las mujeres asocian el aumento de los secuestros en un deterioro de los derechos de la mujer bajo el gobierno del presidente checheno Ramzan Kadyrov.

### Georgia
En Georgia, el rapto de novias se produce en todo el país. Aunque la magnitud del problema no es totalmente conocida, los activistas no gubernamentales estiman que cientos de mujeres son secuestradas y obligadas a casarse cada año. En un modelo típico de estilo georgiano del rapto de novias, el secuestrador, a menudo acompañado de amigos, aborda a la futura esposa y le coacciona a través del engaño o la fuerza para entrar en un coche. Una vez en el coche, la víctima puede ser llevado a un área remota o la casa del captor. Estos secuestros veces incluyen violación y pueden dar lugar a una fuerte estigmatización de la mujer víctima, que se supone que han mantenido relaciones sexuales con su captor.
Las mujeres que han sido víctimas de este tipo de secuestro a menudo son vistas con vergüenza; mientras que los familiares de la víctima pueden verla como una desgracia si la mujer vuelve a casa después del secuestro. En otros casos, el secuestro es una fuga consentida. Human Rights Watch informa que los acusadores a menudo se niegan a presentar cargos contra los secuestradores, instando a la víctima de un secuestro a reconciliarse con su agresor. Hacer cumplir las leyes adecuadas a este respecto también puede ser un problema porque las casos de secuestros a menudo no son denunciados a las autoridades, como resultado de la intimidación de las víctimas y sus familias.

## Sudamérica
El secuestro de mujeres para obtener esposa es practicado actualmente por tribus amazónicas como los yanomami, con respecto a los cuales el antropólogo Marvin Harris señala:
“La captura de mujeres durante las incursiones sobre aldeas enemigas es uno de los principales objetivos de la guerra entre los yanomamo. Tan pronto como un grupo realiza con éxito una incursión y se siente a salvo de la persecución, los guerreros violan en grupo a las mujeres cautivas, Cuando regresan a su aldea, entregan las mujeres a los hombres que han permanecido en sus hogares; éstos las vuelven a violar en grupo. Después de muchos regateos y discusiones, los incursores asignan las mujeres cautivas como esposas a guerreros particulares.

Una de las historias más aterradoras sobre los yanomamo es la relatada por Helena Valero, una mujer brasileña capturada por un grupo incursor cuando tenía diez años. Poco después, los hombres que la habían capturado comenzaron a pelearse entre sí. Una facción aplastó a la otra, mató a todos los niños pequeños golpeando sus cabezas contra las piedras y se llevaron las mujeres supervivientes a sus hogares. Helena Valero pasó la mayor parte del resto de su infancia y juventud huyendo de un grupo de incursores para ser capturada por otro, volviendo a huir de éste, ocultándose en la jungla de sus perseguidores, y volviendo a ser capturada y asignada a diferentes maridos. Resultó herida dos veces por flechas con puntas envenenadas con curare, y tuvo varios hijos antes de lograr huir finalmente a un centro misionero situado en el río Orinoco.”
Más al sur, algunos pueblos cazadores y recolectores de Sudamérica meridional, en el extremo Sur (Tierra del Fuego) igualmente practicaban el matrimonio por secuestro, aunque en estos casos la práctica ya no sigue vigente en la actualidad:
“Otra forma de procurarse esposa para el cazador selknam consistía en el rapto de mujeres de otros grupos...”
“Los selk’nam se organizaban en pequeños grupos familiares patrilineales que conformaban un linaje unido por consanguinidad, compuesto por 25 individuos, aproximadamente. Cada grupo gozaba de total autonomía frente a las demás parcialidades, pues dentro de su estructura social [la del pueblo selk’nam completo] no existía una autoridad central que unificara las labores y actividades. Su principal actividad era la caza de animales silvestres y la recolección de frutos y moluscos, y dentro de su dieta destacaba la carne de guanaco y el cururo. Los distintos grupos selk’nam estaban relacionados directamente con un territorio específico, que consideraban de su propiedad.
La territorialidad selk’nam era fuente de belicosidades entre los mismos grupos y los enfrentamientos entre ellos era un fenómeno frecuente. Además del robo de mujeres, la violación de los límites de cada territorio selk’nam daba lugar a conflictos entre distintos bandos.”
“Hay dos maneras por las que se casaba la gente Mapuche antiguamente, una consistía en un rapto (simulado o real) y el otro era de manera consentida.
El rapto podía ser simulado cuando la mujer quería casarse con el hombre que la deseaba por mujer, existía un concierto previo entre ellos, con o sin la voluntad de los padres. En cambio el caso del rapto real tenía lugar cuándo a un hombre le gustaba una mujer, que quería por esposa, por lo que hablaba con un grupo de amigos para llegar de sorpresa a la casa de la mujer y tomarla por fuerza, aún sin su voluntad, pero sin causar daño a los padres, amigos o parientes que intervinieran en su defensa.
En ambos casos el novio debía compensar a los padres de la novia, quiénes se resignaban y aceptaban la compensación, ratificando la unión y aprobando el matrimonio. En algunas ocasiones las mujeres no se sometían a casarse con un hombre que no querían o no conocían por lo que huían a la casa de sus padres, quiénes la devolvían al marido. Entonces la mujer escapaba a los montes y pedía socorro secreto a algún cercano, pero finalmente igual era sorprendida por el marido. Que la mujer haya tenido previamente un hombre, del cual estaba enamorada, no tenía importancia puesto que la Ley Mapuche autorizaba este tipo de matrimonios. También hubo mujeres muy rebeldes con esta situación que no encontraron otra salida que ponerle término a su vida.
La otra forma de casarse era con consentimiento de la mujer y de los padres, las formalidades y ceremonias que se empleaban y emplean varían según el lugar donde se celebre el mafun. Por ejemplo en Niágara, cerca de Temuko, desde el día en que la zomo (mujer) decide irse con su wentxu (hombre) empieza todo un protocolo, la familia del wentxu (hombre) es quien debe realizar la mediación con la familia de la zomo (mujer) a través de un werken (mensajero) que es quien media. El cuanto y como se cobrará por la zomo lo ve el werken. Generalmente los animales son parte de la restitución, pero si la familia de la zomo es muy grande puede que se cobre más de un animal.
Acordado el valor de la restitución o pago (así le llaman hoy) la familia de la zomo recibe a sus Ngillanche (consuegros) con invitados y mucha comida. La familia de la zomo tiene a una persona que se llama Llouzugun quien recibirá la conversa y el pago, mientras que dentro de la familia del wentxu se realiza el kompantu.
El hombre pasa a ser el külngen (novio) el pide que su familia lo acompañe a llevar su pago, quiénes preparan el Ngillanzugu que son dos personas que interceden y conversan con el llouzugun que recibe la dicha conversación y el pago, todo esto se da en un contexto formal donde ambas familias se tratan con mucho respeto.
Se comparte mucho y ambas familias atienden los futakeche (mayores) que conversan, porque es importante apoyar al nuevo kürewen. La Ngapiñ (novia) recibe regalos de parte de su familia, al külngen se le atiende con mucha comida también, luego el külngen se retira junto a sus kompantu a su familia para compartir el yael (comida) recibido junto a su familia en su ruka.
Los Ngillanzugun y Llouzugun fijan la fecha de la primera visita de la ngapiñ a su familia que por lo general se realiza a la semana de haber realizado el mafun. Cuando ya ha pasado un tiempo se realiza el küllüntun que es la primera visita que los padres de la zomo realizan, en la cual ellos llevan todo tipo de regalo sean estos animales, trigo o todo tipo de cereales.”